# چن شینگ‌کیانگ
چن شینگ‌کیانگ (به چینی: 陳星強) (زادهٔ ۱۲ سپتامبر ۱۹۷۲) کشتی‌گیر بازنشستهٔ اهل چین است که در دستهٔ وزنی فوق سنگین کشتی آزاد رقابت کرده است. او در بازی‌های المپیک ۲۰۰۰ شرکت کرد و دارندهٔ یک مدال نقره (۲۰۰۰) و دو برنز (۱۹۹۹، ۲۰۰۱) از مسابقات قهرمانی کشتی آسیا است.